# Арно Монтебур
Арно Монтебур (фр. Arnaud Montebourg; нар. 30 жовтня 1962, Кламсі) — французький політик-соціаліст, міністр промислового відновлення в урядах Жан-Марка Еро і Мануеля Вальса з 2012 по 2014 рр.
Входить до Соціалістичної партії з 1985 р. (належить до її лівого крила), член Національних зборів від департаменту Сона і Луара з 1997 по 2012 рр. З 2008 по 2012 рр. він був президентом генеральної ради департаменту Сона і Луара. Кандидат на президентських праймеріз Соціалістичної партії перед виборами у 2012 р.
З 1990 р. Монтебур є адвокатом. У 2007 р. він був представником Сеголен Руаяль під час її невдалої президентської кампанії.